# Fortaleza CEIF
Maillots
Actualités
Dernière mise à jour : 30 novembre 2023.
Le Fortaleza Centro de Entrenamiento Integrado para el Fútbol également connu sous le nom Fortaleza C.E.I.F, est un club colombien de football, basé à Cota dans le département de Cundinamarca. Le club a été fondé sous le nom de Corporación Deportiva Fortaleza Fútbol Club jusqu'en 2015, date à laquelle il a adopté son nom actuel.

## Histoire
Le club évolue en Primera B (deuxième division).

## Joueurs emblématiques
- Carlos Rodríguez